# Bert Plagman
Bert Plagman (Brummen, 21 januari 1949) is een Nederlands poppenspeler en stemacteur die vooral bekend is van zijn werk voor de populaire kinderserie Sesamstraat.

## Biografie
Plagman, joods van geboorte, is katholiek gedoopt, maar hij groeide grotendeels op in een calvinistisch pleeggezin. Zijn moeder was in Indië geboren en werd in 1939 op achttienjarige leeftijd naar Leiden gestuurd om te studeren. Ze overleefde Auschwitz, maar kwam getraumatiseerd terug. Toen Bert Plagman twee jaar was werd zij opgenomen in een psychiatrische instelling, St. Anna in Venray. Zij overleed in 1969. Het is onbekend wie zijn vader is.

## Carrière
In 1978 begon Plagman bij Sesamstraat met het spelen van de vogel Pino. Ook speelde hij af en toe de rol van het personage Tommie. In eerste instantie beurtelings met Martin Pragt, maar sinds 1979, toen Pragt stopte met zijn werk voor Sesamstraat, is Plagman de enige vaste speler van het personage.
In de jaren 70 werkte Plagman als poppenspeler mee aan de televisieversie van André van Duins Dik Voormekaar Show en in 1987 speelde hij Boris in de VPRO-serie Dr. Krankenstein. Verder sprak hij de stem in van de personages Yaki Yaki en Atilla de Hond in Pompy de Robodoll. Sinds 2005 speelde hij DoDo in de kinderserie WaWa op de Vlaamse zender VTM. In maart 2018 was hij Tommie in een aflevering bij De Wereld Draait Door over Willem Wilmink en vertolkte het lied "Dood zijn duurt zo lang". Dit deed hij in 2020 weer ter nagedachtenis aan Aart Staartjes, met wie hij goed bevriend was. Hij deed laatstgenoemde vertolking niet als Tommie, maar als zichzelf.
Ook werkt Plagman mee aan verscheidene (poppen)theaterproducties voor kinderen. Verder heeft hij ook voor de NTR en Teleac meegedaan aan de Schooltv-serie Koekeloere waarbij hij een aantal jaren de rol van Moffel de Mol op zich nam. Daarbij werd hij opgevolgd door Eric-Jan Lens welke hij ook heeft opgeleid na een selectieprocedure.
Plagman sprak ook de stemmen van Lullu, Rita, Oma Konijn, Eddy, Reddy en Freddy in voor het poppenspelprogramma De grote boze wolf show, wat uitgezonden werd van 2000 tot 2002 op Ketnet.